# U–1225
Az U–1225 tengeralattjárót a német haditengerészet rendelte a hamburgi Deutsche Werft AG-től 1941. augusztus 25-én. A hajót 1943. november 24-én vették hadrendbe. Egy, mindössze ötnapos járőrutat tett, hajót nem süllyesztett el.

## Pályafutása
Az U–1225 első és egyetlen járőrútjára a norvégiai Kristiansandból futott ki 1944. június 20-án, kapitánya Ernst Sauerberg volt. Június 24-én Bergentől északnyugatra egy kanadai harci gép rábukkant, és mélységi bombákkal megsemmisítette. A teljes legénység, 56 ember odaveszett.

## Kapitányok
| Név                | Kezdőnap           | Zárónap          |
| ------------------ | ------------------ | ---------------- |
| Ernst Sauerberg    | 1943. november 10. | 1944. június 24. |
| Ekkehard Scherraus | 1944. május 15.    | 1944. június 12. |

## Őrjárat
| Indulás      | Indulónap        | Érkezés | Zárónap          |
| ------------ | ---------------- | ------- | ---------------- |
| Kristiansand | 1944. június 20. | *       | 1944. június 24. |

* A tengeralattjáró nem érte el úti célját, elsüllyesztették